# CERGA
Исследовательский центр в области геодинамики и астрометрии (CERGA) (фр. Centre de recherches en géodynamique et astrométrie, код обсерватории «010») — научный отдел обсерватории Лазурного берега (OCA). Первоначальное название — Исследовательский центр по изучению проблем геодинамики и астрономии (фр. Centre de recherches en géodynamiques et astronomiques).
В центре постоянно работали 28 исследователей, инженеры и технический персонал. Исследовательский центр располагался на трёх площадках: Ницца, Грасс и Коссоль. Исследования проводились в различных областях таких, как: фундаментальная астрономия, небесная механика и астрометрия. CERGA отвечал за несколько постоянных наблюдений, с помощью лунно-лазерного телескопа и двух спутниковых лазерных станций.
Научная деятельность центра способствовала развитию теоретических аспектов моделирования наблюдений и динамики. CERGA был реорганизован в 2004 году. По состоянию на 1 июня 2008 в центре было открыто 1085 астероидов. Один из астероидов (2252 CERGA) был назван в честь исследовательского центра.
С октября 1996 года по апрель 1999 года проходил проект OCA-DLR поиска астероидов.

## Наиболее значимые открытия
| Название:              | Дата открытия:   |
| 2252 CERGA             | 1 ноября 1978    |
| 3056 INAG              | 1 ноября 1978    |
| 3752 Camillo           | 15 августа 1985  |
| 3755 Texereau          | 16 сентября 1982 |
| 3913 Chemin            | 2 декабря 1986   |
| 4051 Hatanaka          | 11 января 1978   |
| (4179) Таутатис        | 4 января 1989    |
| 4602 Heudier           | 28 октября 1986  |
| 4603 Bertaud           | 25 ноября 1986   |
| 4892 Chrispollas       | 11 октября 1985  |
| 5164 Mullo             | 20 ноября 1984   |
| 5576 Albanese          | 26 октября 1986  |
| 5671 Chanal            | 13 декабря 1985  |
| 5769 Michard           | 6 августа 1987   |
| 6375 Fredharris        | 1 октября 1986   |
| 6587 Brassens          | 27 ноября 1984   |
| 6820 Buil              | 13 декабря 1985  |
| 7296 Lamarck           | 8 августа 1992   |
| 7346 Boulanger         | 20 февраля 1993  |
| 7349 Ernestmaes        | 18 августа 1993  |
| 7928 Bijaoui           | 27 ноября 1986   |
| 8080 Intel             | 17 ноября 1987   |
| 8636 Malvina           | 17 октября 1985  |
| 9553 Colas             | 17 октября 1985  |
| 13499 Steinberg        | 1 октября 1986   |
| 13500 Viscardy         | 6 августа 1987   |
| 13739 Nancyworden      | 16 сентября 1998 |
| 100122 Alpes Maritimes | 15 августа 1993  |
| 164766 1998 XQ         | 15 декабря 1998  |